# 10377 Kilimanjaro
A 10377 Kilimanjaro (ideiglenes jelöléssel (10377) 1996 NN4) egy kisbolygó a Naprendszerben. Eric Walter Elst fedezte fel 1996. július 14-én.

## Kapcsolódó szócikk
- Kisbolygók listája (10001–10500)